# Rádio e Televisão Suíça
A Rádio televisão Suíça  (RTS),  empresa audiovisual pertencente ao grupo SRG SSR , cria programas em francês para o serviço público em quatro cadeias de rádio, duas cadeias de televisão, e o todo é duplicado  pela internet . A RTS  faz parte do grupo SRG SSR que é  composto por cinco unidades - SRF (em alemão), RTS (em francês), RSI (em italiano), RTR (em romanche), todas elas de rádio e televisão, e ainda a Swissinfo .
Baseada em Genebra e em Lausana, a RTS dispõe de um escritório em cada cantão da Suíça romanda e correspondentes em Berna, a capital da Confederação Suíça, Zurique, a praça financeira, e Lugano , a "capital" da Suíça italiana. 
Em princípio destinados à Suíça romanda, com 1,7 milhões de habitantes, os programas da RTS também são visto extramuros, e em particular pela França próxima, ou utilizados por jornais televisivos como acontece com a TV 5- Mundo. O mesmo acontece com os programas de rádio que são de acesso livre nos sítios web do mundo inteiro .

## Programação
Esta nova estrutura da SRG SSR foi lançada a 1 de Janeiro de 2010  e a TSR começou a difundir os programas em alta-definição (720p) a partir de 29 de Fevereiro de 2012, com excepção dos serviços em  Televisão digital terrestre (TDT). Paralelamente a RTS continua a servir por cabo e por satélite em definição normal até 2015.
Atualmente a totalidade  dos programas da RTS sejam de rádio ou de televisão são acessíveis via internet e em telemovel compatível.